# Westliche Haferkornschnecke
Die Westliche Haferkornschnecke (Chondrina avenacea), auch nur Haferkornschnecke, Gemeine Haferkornschnecke oder nur Haferkorn genannt, ist eine landlebende Schneckenart aus der Familie der Kornschnecken (Chondrinidae). Sie lebt ausschließlich von endolithischen Algen, dazu wird die Oberfläche von Kalkfelsen einschließlich der darin lebenden Algen und Flechten abgeschabt.

## Merkmale
Das rechtsgewundene Gehäuse ist relativ klein; es ist 6 bis 8 mm hoch und misst 2,3 bis 2,5 mm in der Dicke. Es ist zylindrisch-konisch und weist sieben bis acht Windungen auf. Die Naht ist deutlich ausgebildet, die letzte Windung nimmt etwa ein Drittel der Gehäusehöhe ein. Die Mündung ist elliptisch, der weiße Mundsaum ist nur wenig erweitert und auch kaum zurückgebogen. Der Mundrand ist verhältnismäßig dünn und in der Parietalregion der Mündung unterbrochen. Innen an der Mündung ist das Gehäuse gelblich bis rotbraun gefärbt. In die Mündung ragen meist acht, kräftige „Zähne“ hinein; drei Palatalzähne, wobei der obere etwas schwächer ausgebildet ist oder auch fehlen kann, ein weit vorne sitzender Angularzahn und ein tiefer in der Mündung sitzender Parietalzahn und zwei Columellarzähne.
Das Gehäuse ist dunkelgrau bis rotbraun gefärbt und zeigt auf der weitgehend glatten, nicht glänzenden Oberfläche eine variable Streifung. Sie kann grob bis fein sein, auch die Abstände der Streifen variieren stark. Das Gehäuse ist sehr häufig von Gesteinsstaub oder Flechtenresten bedeckt.
Die Tiere sind Zwitter. Im Genitalapparat legt sich der Samenleiter (Vas deferens) nahe der Mündung des Penis in das Atrium dicht dem Penis an, Penis und Samenleiter sind durch eine Gewebehülle umschlossen. Der Samenleiter verlässt das Gewebe nach kurzer Strecke und dringt in den Epiphallus ein. Dieser ist durch eine starke Einschnürung im Bereich der 180°-Schleife vom Penis abgesetzt. Es ist kein Blindsack vorhanden. Der Penisretaktormuskel setzt nahe der Umbiegung von Penis/Epiphallus an. Im weiblichen Trakt ist der freie Eileiter (Ovidukt) sehr kurz, die Vagina dagegen sehr lang. Die Spermathek ist ein langer Schlauch, der sich dem Eisamenleiter anlegt, aber nicht bis zur Albumindrüse reicht. Das Reservoir (Blase) ist länglich-keulenförmig, ohne Divertikulum.

## Ähnliche Arten
Bei der Feingerippten Haferschnecke (Chondrina arcadica) ist der letzte Umgang nicht vergrößert. Im Vergleich hat diese Art gleichmäßig und stark gewölbte Windungen, und die Nähte sind etwas tiefer. Außerdem ist das Gehäuse der Feingerippten Haferkornschnecke ein wenig kleiner und mehr konisch geformt.

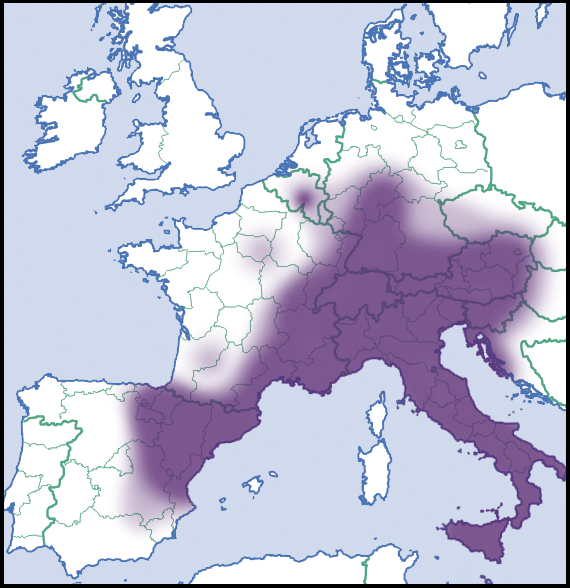
Verbreitung der Haferkornschnecke in Europa (nach Welter-Schultes)

## Geografische Verbreitung und Lebensraum
Die Westliche Haferkornschnecke ist in Mitteleuropa weit verbreitet, jedoch sehr zerstreut und streng gebunden an die Gebiete, in denen Kalk oder Dolomit an der Oberfläche ansteht. Sie kommt von der spanischen Mittelmeerküste (etwa Höhe Valencia), Süd- und Ostfrankreich, mit kleineren Vorkommen in Südbelgien, über die Schweiz, Süddeutschland, Österreich, Norditalien bis nach Tschechien und isoliert in Bulgarien vor. In Deutschland liegt das nördlichste Vorkommen in Thüringen (Hörselberge bei Eisenach).
Die Westliche Haferkornschnecke ist streng an Kalkstein oder Dolomit gebunden. Sie besiedelt die sonnenbeschienenen Seiten von Felsen und Felswänden. Die Tiere sind nur bei hoher Luftfeuchte, Regenwetter oder auf nassen Oberflächen aktiv. Bei Trockenheit ziehen sie sich in die Gehäuse zurück, heften aber das Gehäuse durch getrockneten Schleim fest an das Gestein. Auf diese Weise können sie beim Gesteinsabbau verschleppt werden. Extreme Trockenheit verbringen sie im Detritus und Gesteinsschutt unter den Felsen. Im Gebirge steigt sie bis auf eine Höhe von 1800 m über NN an. Gelegentlich kommen die Westliche Haferkornschnecke und die Feingerippte Haferkornschnecke (Chondrina arcadica) sympatrisch vor.

## Lebensweise
Die Haferkornschnecke ernährt sich von endolithischen Flechten, Algen und auch Detritus. Die Tiere raspeln mit Hilfe ihrer Radula die oberste dünne Gesteinsschicht einschließlich der darin bohrenden Algen und Flechten ab. Sie fressen keine grünen, höheren Pflanzen. Die Tiere sind nach etwa drei bis fünf Jahren ausgewachsen und erreichen ein Maximalalter von zehn Jahren. Zwischen 1 und 90 % der Individuen einer Population sind aphallisch, haben keinen Penis, sondern nur die weiblichen Geschlechtsteile ausgebildet. In den Geschlechtsdrüsen werden aber männliche und weibliche Geschlechtszellen produziert. Es ist aber nicht bekannt, ob bei diesen Individuen Selbstbefruchtung vorkommt.

## Taxonomie
Das Taxon wurde bereits 1792 von Jean-Guillaume Bruguière in der Form Bulimus avenaceus beschrieben. Die Art ist allgemein als gültiges Taxon akzeptiert.
Die Art wird derzeit in sechs Unterarten gegliedert:
- Chondrina avenacea avenacea (Bruguière, 1792)
- Chondrina avenacea istriana Ehrmann, 1931, Slowenien
- Chondrina avenacea latilabris (Stossich, 1895), Norditalien
- Chondrina avenacea lepta (Westerlund, 1887), Slowenien
- Chondrina avenacea lessinica (Adami, 1885), Norditalien
- Chondrina avenacea veneta H. Nordsieck, 1962, Veneto

## Gefährdung
Nach Vollrath Wiese ist das Ausmaß der Gefährdung unbekannt. Auf das Gesamtverbreitungsgebiet gesehen ist die Art nicht gefährdet.